# Last of the Clintons
Last of the Clintons (no Brasil: Desafiando a Lei) é um filme dos Estados Unidos de 1935, dos gêneros ação, drama e faroeste, dirigido por Harry L. Fraser.